# Pranti (Sedati)
Pranti is een bestuurslaag in het regentschap Sidoarjo van de provincie Oost-Java, Indonesië. Pranti telt 2527 inwoners (volkstelling 2010).